# Клин (механіка)

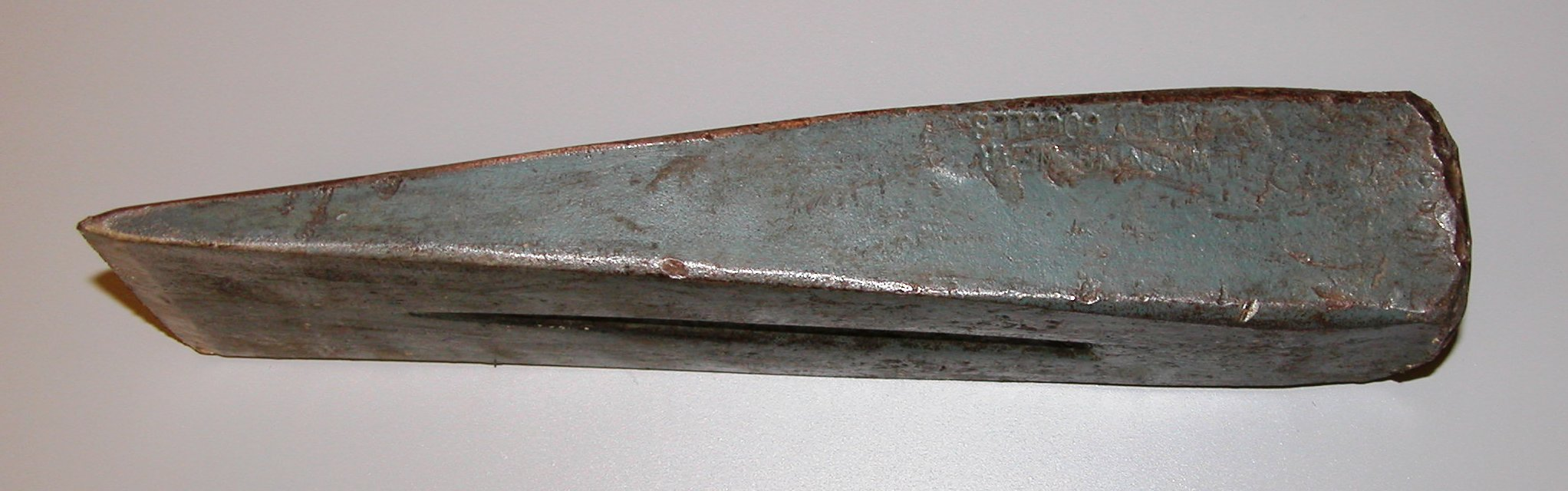
Приклад клина

Вертикальна прикладена сила створює горизонтальну силу в речовині

Клин — один із простих механізмів, який використовується для розщеплення твердих тіл.
Найуживаніший вид клину — це різні варіанти ножів: бритви, мечі, коси, серпи тощо.
Фізика розглядає клин, як переносну похилу площину з гострим кутом.
Принцип дії клина оснований на механіці утворення і поширення тріщин в суцільному середовищі. Перш за все гострий кут дозволяє створювати великий тиск на поверхню тіла, яке потрібно розщепити чи розрізати, оскільки тиск дорівнює відношенню прикладеної сили до площі поверхні. Відповідно, вістря клина служить концентратором напружень у твердому тілі.
Крім того завдяки своїй формі клин створює силу в напрямку, перпендикулярному до прикладеної.
{\displaystyle F_{\tau }={\frac {F}{2\sin \theta /2}}},
де {\displaystyle F_{\tau }} — сила, яку створює бокова поверхня клина, {\displaystyle F} — прикладена сила, {\displaystyle \theta } — кут при вістрі клина.
Чим менший кут при вістрі клина, тим ефективніше він розщеплює.

## Прислів'я
- Клин клином виганяють.
- Який ясен, такий клин, який батько, такий син.